# Länsväg 146
De Zweedse weg 146 (Zweeds: Länsväg 146) is een provinciale weg in de provincie Gotlands län in Zweden en is circa 34 kilometer lang. De weg ligt op het eiland Gotland.

## Plaatsen langs de weg
- Boge
- Gothem

## Knooppunten
- Länsväg 147 bij Boge (begin)
- Länsväg 143 (eind)